# Baggodige, Tirthahalli
Baggodige là một làng thuộc tehsil Tirthahalli, huyện Shimoga, bang Karnataka, Ấn Độ.